# Buenoa antigone
Buenoa antigone är en insektsart som först beskrevs av George Willis Kirkaldy 1899.  Buenoa antigone ingår i släktet Buenoa och familjen ryggsimmare. Inga underarter finns listade i Catalogue of Life.